# L'Araucània
|  | Per a altres significats, vegeu «Regne de l'Araucania i la Patagònia». |

La regió de l'Araucània (en castellà, Araucanía) és una de les setze regions de Xile. Limita al nord amb la regió del Biobío, al sud amb la regió de Los Lagos, a l'oest amb l'oceà Pacífic i a l'est amb la província del Neuquén (Argentina). Rep el seu nom dels antics araucans o maputxes, que encara avui són el 16,68% de la població de la regió, sobretot a les zones rurals.